# Szlaki turystyczne Grudziądza i okolic

## Szlaki piesze
- Szlak czerwony (41 km): Grudziądz – Rudnik – Piaski – Turznice – Dębieniec – Zielnowo – Radzyń Chełmiński – Janowo – Gziki – Nowa Wieś Królewska – Czaple – Przydwórz – Trzciano – Ryńsk
- Szlak niebieski (28 km) Grudziądz – Rudnik – Grudziądz Mniszek – Pieńki Królewskie – Sztynwag – Gogolin – Wielkie Łunawy – Małe Łunawy – Wabcz – Klamry
- Szlak żółty (67 km) Grudziądz – Wielkie Tarpno – Owczarki – Kłódka – Dąbrówka Królewska – Salno – Orle – Słupski Młyn – Rogóźno – Szembruczek – Szembruk – Wydrzno – Szynwałd – Nogat – Jezioro Kuchnia
- Szlak czerwony (31 km): Grudziądz – Nowa Wieś – Parski – Świerkocin – Mokre – Zakurzewo – Wielki Wełcz – Dusocin – Zarośle – Kalmuzy – Gardeja